# Miguel de la Cueva y Enríquez de Navarra
Miguel José María de la Cueva y Enríquez de Navarra (Madrid, 22 de setembre de 1743 – Arenas, 20 d'octubre de 1803) va ser un aristòcrata i militar espanyol titular de la Casa d'Alburquerque que va exercir el càrrec de capità general d'Aragó, coronel del Regiment de Dragons de Lusitania i capità de les Reials Guàrdies d'Alabarders.

## Biografia
Nascut a Madrid en 1743, va ser fill de Pedro Miguel de la Cueva y Guzmán, XV comte de Siruela, des de 1756, també XII duc d'Alburquerque, XI marquès de Cuéllar i XII comte de Ledesma i de Huelma, i des de 1765, III marquès de la Mina i VI comte de Pezuela de las Torres, i de la seva dona Benita Antonia Enríquez de Navarra y Dávalos, filla dels II marquesos de Peñafuente.
Va succeir al seu pare en els seus títols nobiliaris, sent XIII duc d'Alburquerque, XII marquès de Cuéllar i IV de la Mina, XVI comte de Siruela, XIII de Ledesma, XIII de Huelma i VII de Pezuela de les Torres. A més, va ser tinent general dels Reials Exèrcits, capità general d'Aragó, cavaller de l'Orde del Toisó d'Or, cavaller de l'Orde de Calatrava, comanador de Víboras en ella, administrador amb gaudi de fruits de l'encomana de Benacal en l'Orde de Montesa, gran creu de l'Orde de Carles III, coronel del Regiment de Dragons de Lusitania, capità de les Reials Guàrdies d'Alabarders i gentilhome de cambra, amb exercici i servitud de Carles III i de Carles IV.

## Matrimoni i descendència
Va contreure matrimoni a València en 1766 amb Cayetana María de la Cerda y Cernesio Odescalchi, filla de Joaquín María de la Cerda y Téllez-Girón, de la Casa de la Laguna de Camero Viejo, i de Josefa María Cernesio y Guzmán, IV comtessa de Parcent. Van néixer del matrimoni:
1. José Miguel de la Cueva y de la Cerda, XIV duc d'Alburquerque.
2. María Magdalena de la Cueva y de la Cerda, casada amb Felipe Carlos Osorio y Castelví, VII comte de Cervellón.